# (29435) Mordell
(29435) Mordell (1997 JB8) – planetoida z pasa głównego asteroid okrążająca Słońce w ciągu 3,3 lat w średniej odległości 2,22 j.a. Odkryta 8 maja 1997 roku.